# 水産業
水産業（すいさんぎょう、英語：fishing industry）は、水産物を取り扱う産業の総称。第一次産業である漁業（養殖業を含む）、第二次産業である水産加工業、第三次産業である水産物流通業という、3つの産業分野で構成される、水界の動植物を人間が資源として利用するための経済活動のシステムである。
また、日本では、動植物以外も含め水界から産出されるもの全般を水産物と捉え、海水からの製塩業も水産業に含めることがある。

## 日本の水産業
日本においては、かつては漁業が水産業の中心であったが、沿岸海域の漁業資源の枯渇、漁場汚染、近隣各国との漁業協定などにより、漁獲量は減少の一途をたどり、業種全体の中での比重は低くなってきている。
現代日本では漁業に代わって、水産物加工や水産物冷凍などの産業に中心が移り、それらの加工も人件費削減のため、海外へ移転し空洞化が進んでいる。

## 水産業にかかわる業種
- 漁業
  - 沖合漁業
  - 遠洋漁業
  - 沿岸漁業
  - 養殖業
  - 栽培漁業
- 水産加工業
- 倉庫業
- 運輸業
- 流通業